# Jeanne d'Évreux
Jeanne d'Évreux, född 1310, död 4 mars 1371, var drottning av Frankrike och Navarra som tredje fru till kung Karl IV av Frankrike och Navarra. 

## Biografi
Jeanne var dotter till den franska prinsen Louis d'Evreux och Margareta av Artois. Hon var sondotter till Filip III och kusin till Karl IV, och man var därför tvungen att utverka en dispens från påven innan paret kunde gifta sig. Vigseln ägde rum 1325. Äktenskapet hade arrangerats för att lösa frågan om den franska tronföljden genom födseln av en manlig arvinge. Jeanne födde två döttrar men ingen son. 
Jeanne var gravid vid makens död 1328. Om en son föddes skulle han automatiskt bli kung. Makens kusin Philippe av Valois tog över styrelsen som ställföreträdande regent i väntan på födelsen. När en dotter föddes, utbröt en svår kris om tronföljden i Frankrike, som slutade med att en ny dynasti kom på tronen, då Philippe av Valois utropade sig till Filip IV med hänvisning till att kvinnlig tronföljd inte godkändes i Frankrike. 
Jeanne protesterade och hävdade sina döttrars arvsrätt till den franska tronen. Om kvinnlig arvsrätt skulle godkännas i Frankrike, var det dock i alla händelser inte hennes döttrar utan snarare dottern till hennes makes äldre bror och företrädare som skulle bli monark, och Jeannes linje hade därför svagt stöd. Filip VI lyckades till slut få Jeanne att lägga ned sina döttrars anspråk i utbyte mot ett enormt underhåll och inkomster som gjorde det möjligt för Jeanne och hennes döttrar att leva ett ekonomiskt bekymmersfritt lyxliv i resten av sina liv. 
Hon levde resten av sitt liv ett självständigt liv på sin egen förmögenhet på sitt slott Brie-Comte-Robert, och umgicks ibland vid hovet. Hon försökte utan framgång övertyga Filip VI att skona livet på hennes makes skattmästare Pierre de Rémi, avrättad den 25 april 1328. Efter mordet på Charles de la Cerda den 8 januari 1354, övertalade hon Johan II att tillsammans med sin brorson Karl II av Navarra underteckna Mantesfördraget. 
Jeanne d'Évreux är känd i historien för sitt stora intresse för konst. Två av d'Évreux efterlämnade ägodelar är berömda: en staty av madonnan och en bok, Timmarnas bok, den ena i New York och den andra i Louvren.

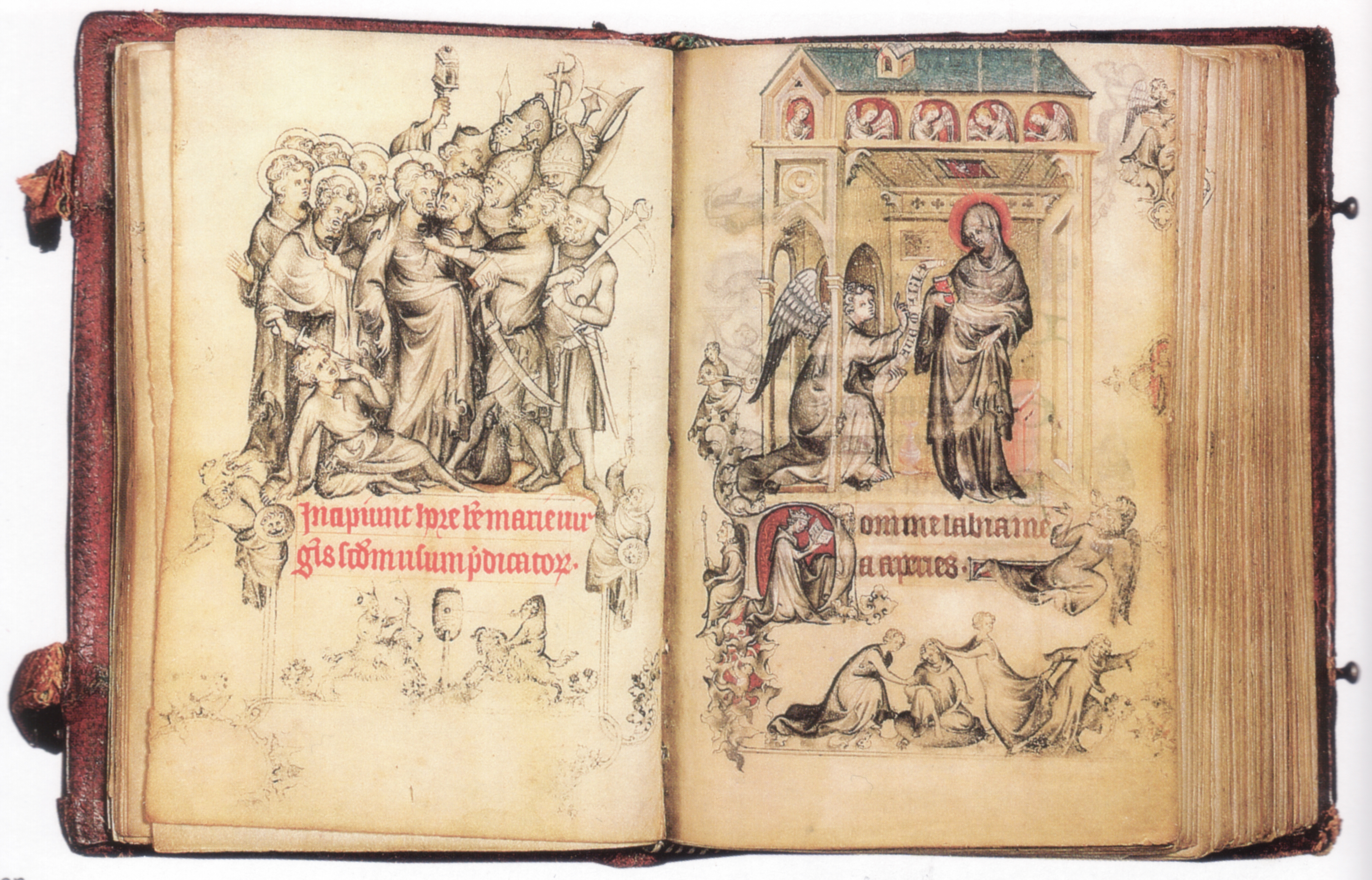
Timmarnas bok